# خورشیدگرفتگی ۱۱ آوریل ۲۰۵۱
خورشیدگرفتگی ۱۱ آوریل ۲۰۵۱ (به انگلیسی: Solar eclipse of April 11, 2051) یک خورشیدگرفتگی از نوع خورشیدگرفتگی جزئی است. این خورشیدگرفتگی در تاریخ ۱۱ آوریل ۲۰۵۱ میلادی (‎۲۲ فروردین ۱۴۳۰ خورشیدی) روی خواهد داد که زمان اوج آن، ساعت ۲:۱۰:۳۹ به‌وقت ساعت هماهنگ جهانی است.